# ودیتسه، کرواسی
وُدیتسه (به کرواتی: Vodice, Croatia) شهری در ایالت شیبنیک-کنین کشور کرواسی است که جمعیت آن در سال ۲۰۱۱ میلادی ۹٬۰۵۱ نفر بوده‌است.